# Stanisław Kluza
Stanisław Kluza (ur. 2 czerwca 1972 w Lublińcu) – polski ekonomista, doktor nauk ekonomicznych. W 2006 podsekretarz stanu w Ministerstwie Finansów w rządzie Kazimierza Marcinkiewicza oraz minister finansów w rządzie Jarosława Kaczyńskiego. Pierwszy przewodniczący Komisji Nadzoru Finansowego (2006–2011).

## Życiorys
Syn inżyniera Ludwika Kluzy i malarki Marii Wollenberg-Kluzy. Absolwent Szkoły Głównej Handlowej w Warszawie. W 2001 na tej samej uczelni na podstawie pracy zatytułowanej Zastosowanie indeksów Divisia w Polsce uzyskał stopień doktora nauk ekonomicznych w zakresie ekonomii ze specjalnością ekonometria, finanse i statystyka. Jego rozprawa doktorska została wyróżniona Nagrodą Prezesa Rady Ministrów.
Pracę naukową rozpoczął jako asystent w Zakładzie Statystyki Stosowanej Instytutu Statystyki i Demografii (ISiD) w SGH. W 2002 został adiunktem na tej uczelni. W 1998 został stypendystą Fundacji na rzecz Nauki Polskiej, a w 1999 stypendystą Programu Fulbrighta. Studiował do 2000 na Uniwersytecie Waszyngtona w St. Louis, a jako stypendysta Dekaban-Liddle w 2001 na Uniwersytecie w Glasgow. Został członkiem Towarzystwa Ekonomistów Polskich i honorowej rady ekspertów przy AIESEC Polska.
Pracował zawodowo m.in. w polskim oddziale koncernu Unilever (1994–1998) oraz w McKinsey & Company (1998–1999). Prowadził zajęcia w Wyższej Szkole Handlu i Finansów Międzynarodowych. Od 2002 do 2006 był związany z Bankiem Gospodarki Żywnościowej S.A., zajmował stanowiska dyrektora departamentu i głównego ekonomisty.
Po wyborach w 2005 reprezentował Prawo i Sprawiedliwość w rozmowach koalicyjnych z PO w zespołach makroekonomicznym i podatkowym. W rządzie Kazimierza Marcinkiewicza wiosną 2006 powołany na podsekretarza stanu w Ministerstwie Finansów. 14 lipca 2006 objął urząd ministra finansów w gabinecie Jarosława Kaczyńskiego. Został odwołany 22 września tego samego roku w związku z powrotem na stanowisko rządowe Zyty Gilowskiej.
29 września 2006 wybrany na przewodniczącego Komisji Nadzoru Finansowego. Do 31 grudnia 2007 przewodniczył również Komisji Nadzoru Bankowego. Funkcję przewodniczącego KNF sprawował do 12 października 2011. W 2016 powołany na wiceprezesa i p.o. prezesa zarządu Banku Ochrony Środowiska, a następnie został prezesem zarządu tego banku. Funkcję tę pełnił do 2017.

## Publikacje
- Marek Gruszczyński, Stanisław Kluza, Dariusz Winek, Ekonometria, Elipsa Dom Wydawniczy, Warszawa 2003
- Stanisław Kluza, Procesy demograficzne a kapitał społeczny, Uczelnia Warszawska im. Marii Skłodowskiej-Curie, Warszawa 2007
- Stanisław Kluza, Zaburzenia na światowych rynkach a sektor finansowy w Polsce, CASE, Warszawa 2008[9]